# Zeami Motokiyo
Zeami Motokiyo (jap. 世阿弥 元清, * 1363; † 1443) war eine wichtige Person des japanischen Nō-Theaters.
Als Dramatiker, Theoretiker und Schauspieler des Nō trat er bereits als Jugendlicher vor dem Shōgun Yoshimitsu auf. Dieser förderte verschiedene Kunstformen im Japan der Muromachi-Zeit. Gemeinsam mit seinem Vater Kan’ami schuf er zahlreiche heute noch geschätzte Nō-Stücke. Er entwickelte das rituelle Kultspiel hin zum Unterhaltungsspiel der aristokratischen Kriegerkaste.
Spätere Shōgune belegten Zeami Motokiyo mit Auftrittsverbot.
Sein Werk Fūshikaden (風姿花伝), auch Kadensho (花伝書) genannt, galt über Jahrhunderte als das Lehrbuch des Nō.

## Leben
Zeami Motokiyo wurde geboren, als sein Vater 31 Jahre alt war. Dieser war bereits ein berühmter Nō-Schauspieler und Meister seines eigenen Theaters in den Provinzen Yamato bzw. Iga. Schon als Kind lernte er das Theater des Vaters, Kanze-za, kennen.
Im Alter von zwölf Jahren gab Kanze-za eine Vorstellung in Kyōto vor dem Shōgun Ashikaga Yoshimitsu. Der Shōgun nahm, entsprechend dem Shūdō, ihn als Geliebten. 1384 starb Kan’ami. Zeami wurde Nachfolger seines Vaters unter dem Namen Kanze-Dayu (Meister Kanze).
Damals waren Schauspieler in niedrigem Rang und hatten kaum Bildung. Aber Zeami konnte als des Shōguns Favorit seine Bildung erweitern. Seine literarische Bildung durch Waka, Renga und die traditionellen Werke, zum Beispiel Genji Monogatari, förderte seine Tätigkeit als Nō-Schriftsteller. Er schuf insgesamt 50 Nō-Werke.
Nach dem Tod Yoshimitsus erschwerte sich die Stellung Zeamis. Der nachfolgende Shōgun Yoshimochi zog Dengaku dem Nō-Theater vor. Nach dem Todo Yoshimochi, Yoshinori, stand der sechste Shōgun in Opposition zu Zeami und Kanze-za. 1422 übergab Zeami den Meisterrang seinem Sohn Kanze Motomasa und er selber wurde buddhistischer Mönch. Die Feindseligkeit Yoshinoris wuchs.
1432 starb der Sohn Motomasa. 1434 wurde Zeami auf die Insel Sado verbannt. Er war 1436 noch in Sado und schrieb ein Buch. Sein Wohnort nach 1436 ist unbekannt. Man vermutet die Rückkehr nach Kyōto. Ein Bild von ihm trägt den Vermerk, nach dem er 1443 gestorben sei.

## Werke

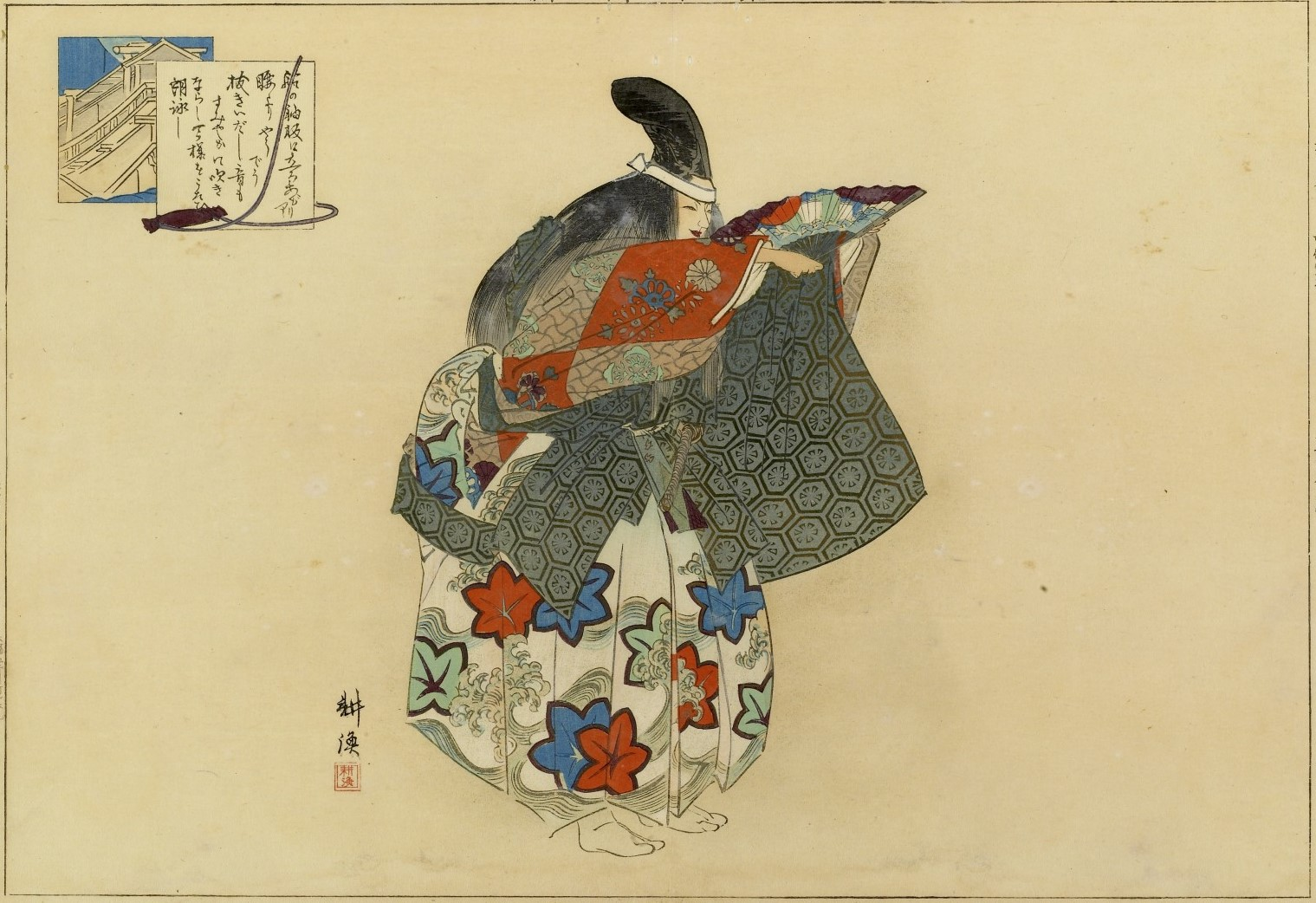
Szene aus Kiyotsune

Zeami schrieb etwa 60 Nō-Stücke und etwa zehn Nō-Lehrbücher. Man spielt noch heute seine Werke im Nō-Theater, darunter Kiyotsune. Er schöpfte die Motive seiner Dramatik aus der japanischen Klassik und Legenden, besonders Heike Monogatari und Genji Monogatari. Zu seinen wichtigsten Werken zählen Takasago (nach Legende), Sanemori (nach Heike Monogatari), Izutsu (nach Ise Monogatari) und Aoi no Ue (nach Genji Monogatari). Dazu kommt Koi no omoni.
Als Theoretiker schrieb er meistens für seinen Sohn, der auch sein Schüler war. Sein bekanntestes Theorienwerk ist Kadensho oder Fūshikaden.